# Alexandra Laverdière
Alexandra Laverdière est une actrice québécoise qui a joué dans plusieurs séries de télévision ainsi qu´au théâtre.

## Biographie
En 2003, Alexandra Laverdière préside le Carrousel international du film de Rimouski.

## Rôles

### Films
- 1992 : Tirelire, combines et cie : Chloe

### Séries télévisées
- 1992 : Voir le monde (court métrage) : rôle inconnu
- 1993-1999 : Ent'Cadieux : Sandrine
- 1995-2005 : Watatatow : Sandra Poulain
- 1997-2001 : Virginie : Julie Constantin
- ? : SOS Sauveteurs professionnels épisode La Miraculée de la 25 : rôle inconnu
- 2013-2015 : Unité 9 : IPL Alexe Clermont
- 2015 : Blue Moon : Réceptionniste poste de police